# Seznam egipčanskih bogov
Egipčanska božanstva predstavljajo naravne in družbene pojave, kot tudi abstraktne pojme. Ti bogovi in boginje se pojavljajo v skoraj vsakem vidiku starodavne egiptovske civilizacije in več kot 1.500 od njih je znanih po imenu. Veliko egiptovskih besedil omenja imena božanstev brez njihove narave ali vloge, medtem ko se druga besedila nanašajo na posebna božanstva brez navedbe imena, tako da je popoln seznam težko zbrati.

## Seznam bogov
- Aker – Bog zemlje in obzorja [3]
- Am-heh – nevaren bog podzemljaHart 2005, str. ;13–22</ref>
- Ammit – boginja, ki je požrla obsojene duše [4]
- Amun (Amon, Amen)  – bog stvarnik, patron mesta Tebe, povezovali so ga z ovnom in gosjo; in vzvišeno božanstvo Egipta v Novem kraljestvu[5]
- Amunet – ženska protiutež Amunu in član Ogdoad[3]
- Anat – boginja vojne in plodnosti, po rodu iz zgodovinske regije Sirije, ki je vstopila v egipčansko religijo v Srednjem kraljestvu[6]
- Anhur – bog vojne in lova[7]
- Anti – bog sokol Gornjega Egipt,[8] ki se pojavi v mitu kot brodnik večjim bogovom [9]
- Anubis – bog balzamiranja in zaščitnik mrtvih, povezovali so ga s psom ali šakalom [10]
- Anuket – boginja Spodnje Nubije in (predvsem spodnjih) kataraktov Nila[11]
- Apedemak –  bog-vojščak z levjo glavo, ki so ga častila predvsem ljudstva v Nubiji; kuški bog vojne[12]
- Apep – kačje božanstvo, ki je poosebljalo zlonamerni kaos in se je vsak večer v podzemlju borilo proti Ra [13]
- Apis –  sveti bik; živega bika so častili kot boga v Memfisu in ga videli kot manifestacijo Pta[14]
- Arensnufis – nubijsko božanstvo, ki se pojavi v egipčanskih templjih v Spodnji Nubiji v grško-rimski dobi [15]
- Aš – Bog Libijske puščave in oaz zahodnega Egipta[16]
- Astarte – Boginja bojevnica iz Sirije in Kanaana, ki je prišla v egipčansko religijo v Novem kraljestvu [17]
- Aton (Aten) – Božanstvo, ki je postalo žarišče monoteističnega prepričanja v času vladanja Ehnatona; prikazuje se kot okrogla plošča z žarki, ki imajo na koncu obliko rok[18]
- Atum – Bog stvarnik iz Heliopolisa, kjer se je spojil z Ra-jem in sončni bog, prvi bog Enneada; njegova sveta žival je bil bik Mnevis[19]
- Baal – Bog neba in nevihte iz Sirije in Kanaana, ki so ga častili v Egiptu v času novega [20]
- Ba'alat Gebal – Kaananitska boginja, zaščitnica mesta Biblos, vključena v egipčanski panteon[21]
- Babi – bog pavijan karakterizira spolnost in agresijo[22]
- Banebdjedet – Oven, patron mesta Mendes[23]
- Ba-Pef – malo znan bog podzemlja[24]
- Bastet (Bat, Bubastis) – Boginja predstavljena kot mačka ali levinja, zavetnica mesta Bubastis, ki je povezana s plodnostjo in zaščito pred zlom [25]
- Bat – Krava iz zgodnje egipčanske zgodovine, v Novem kraljestvu je njeno vlogo prevzela boginja Hator[26]
- Bennu – Sončni in Bog stvarnik, ki je upodobljen kot ptica [27]
- Bes – Bog sreče, ljubezni, porok in glasbe; apotropaični bog v podobi škrata, še posebej pomemben pri zaščiti otrok in žensk pri porodu [28]
- Buhis – Živi bik čaščen v regiji okoli Teb in je manifestacija Montu[29]
- Dedun – Nubijski bog, pravijo da zalaga da Egipčane s kadilom in drugimi viri, ki so prihajali iz Nubije [30]
- Duamutef - Horov sin z glavo šakala, podoben Anubisu, ki je bil njegov stric
- Geb – Bog podzemlja in član Eneade[31]
- Ha – Bog Libijske puščave in oaz zahodnega Egipta[32]
- Hapi (bog Nila) – poosebljenje Nilove poplave; upodabljali so ga s krono iz vodnih rastlin, lotosa in papirusa
- Hapi (Horov sin) - pogrebno božanstvo, sin boga Hora
- Hator – Ena od najpomembnejših boginj, povezana z nebom, soncem, spolnostjo in materinstvom, glasbo in plesom, tujimi deželami in blagom in posmrtnim življenjem. Ena od številnih oblik je oko Ra-ja; Horusova soproga; njena sveta žival je bila krava, kasneje se je spojila z Izido[33]
- Hatmehit – Ribja boginja čaščena v Mendes[34]
- Hedetet – nepomembna boginja škorpijon[35]
- Heh (Hehut) – poosebljenje neskončnosti in član hermopolske ogdoade[34]
- Heka – Personifikacija magije[36]
- Heket – Boginja žaba ščiti ženske pri porodu[37]
- Hensit - zaščitnica 20. noma Spodnjega Egipta
- Hentiamenti - bog smrti in podzemlje
- Hepri (Hepera, Kepre) – Vzhajajoče sonce, često ga prikazujejo kot jutranjo obliko Ra in ga predstavlja skarabej[38]
- Herišef (Heršef) – bog oven,  zaščitnik Herakleopolisa[39]
- Hesat – Boginja mater krava[40]
- Hnum (Hunum) – lončar, bog stvarnik zaščitnik Elefantine, ki je ljudi naredil na lončarskem vretenu; povezujejo ga z ovnom [41]
- Honsu – bog Lune, sin Amona in Mut; kasneje bog zdravilstva[42]
- Hor – Glavni bog, navadno prikazan kot sokol ali kot človeški otrok, ki je povezan z nebom, soncem, vladarji, zaščito in zdravljenjem. Pogosto pravijo, da je sin Ozirisa in Izide; enačili so ga z vladajočim faraonom[43]
- Hu – Personifikacija avtoritete govorca[44]
- Iah – Bog Lune[45]
- Iat – Boginja mleka in zdravstvene nege[46]
- Ihy – Božanstvo otrok, ki se je rodil Horusu in Hator, ki predstavlja glasbo in veselje, ki ga proizvaja sistrum[47]
- Imentet – Boginja posmrtnega življenja tesno povezana z Izido in Hator[48]
- Imhotep – Arhitekt in vezir pri Džoserju, verjetno tudi bog zdravilstva; bil je resničen človek, ki je živel v 28. st. pr. n. št.[49]
- Imset - Horov sin, bog juga
- Ištar – vzhodno semitska oblika Astarte, občasno navedena v egiptovskih besedilih [50]
- Iunit - Montujeva žena
- Izida – Žena Ozirisa in mati Horusa, povezana z nagrobnimi obredi, materinstvom, zaščito in magijo. Postala je pomembno požanstvo v grški in rimski religiji[51]
- Iusaaset – žensko nasprotje Atum[52]
- Kadeš (Keteš) - boginja plodnosti, svete ekstaze in spolnega užitka,[53] v staroegipčansko mitologijo privzeta v Novem kraljestvu
- Kebehsenuf - Horov sin s sokoljo glavo, bog zahoda
- Kek, pobožen koncept prvobitne teme, član hermopolske ogdoade
- Kekuit, ženska polovica koncepta prvobitne teme, članica hermopolske ogdoade
- Kerti – bog podzemlja, po navadi upodobljen kot oven[54]
- Maahes – bog lev, sin Bastet[55]
- Maat – boginja, ki pooseblja resnico, pravico in vesoljni red; njen simbol je bilo pero[56]
- Mafdet – plenilska boginja, ki uničuje nevarna bitja creatures[57]
- Mandulis – spodnje nubijski bog, ki se je pojavil v egipčanskih templjih[58]
- Mesenet - boginja rojstva, navzoča na dan sodbe
- Mehit – levinja, soproga Anhurja[59]
- Menhit – levinja, boginja[59]
- Mehen – kača, ki ščiti ladjo Ra, ko potuje po drugem svetu[60]
- Mehet-Weret – Nebeška krava, boginja[60]
- Meretseger – Kobra, boginja zaščitnica Tebanske Nekropole[61]
- Mešhenet – boginja, ki vodi porod[55]
- Min – Bog moškosti, plodnosti, kot tudi mesta Akhmim in Qift v Vzhodni puščavi; upodabljali so ga z nabreklim falusom; kasneje bog cest in zaščitnik popotnikov[62]
- Mnevis – sveti bik; živega bika so častili kot boga v Heliopolisu kot manifestacijo Ra[63]
- Montu – bog vojne in sonca v Tebah[64]
- Mut – soproga Amuna, čaščena v Tebah[65]
- Nebetetepet – žensko nasprotje Atuma[66]
- Nefertem – bog lotosovega cveta iz katerega zraste na začetku sončni bog. Sin Ptah in Sekhmet.[66]
- Neftis – članica Eneade in Setova soproga, ki je  skupaj z Izido žalovala za Ozirisom[67]
- Nehebkau – zaščitnik kač[68]
- Nehmetawy – majhna boginja, žena Nehebu-Kau ali Tota[69]
- Neit – mati bogov, gospodarica pristanišč, vladarica strel
- Nekbet – boginja jastreb, zaščitnica Zgornjega Egipta[70]
- Neper – bog žita[71]
- Nun (Nunet) – poosebljenje brezobličnega, vodnega nereda iz katerega je bil ustvarjen svet in član hermopolske ogdoade[72]
- Nut – boginja neba, članica Eneade[73]
- Oziris – bog smrti in vstajenja, ki vlada v podzemlju in poživi vegetacijo, sončnega boga in padle duše; pogosto ga upodabljajo kot mumijo iz katere klije žito[74]
- Pakhet – Levinja boginja predvsem častili v okolici Beni Hasana[75]
- Pta – Ustvarjalec božanstev in bog rokodelcev, zaščitnik Memfisa[76]
- Qetesh – Boginja spolnosti in svete ekstaze iz Sirije in Kanaana, sprejeta v egiptovsko vero v novem kraljestvu[77]
- Ra (Re) – predvsem egipčanski bog sonca, ki je sodeloval pri oblikovanju in posmrtnem življenju. Mitološki vladar bogov, oče vseh egiptovskih kraljev in zaščitnik Heliopolisa; ljudje in živali naj bi nastali iz njegovih solz[78]
- Rattaui – žensko nasprotje Ra[79]
- Renenutet (Renenet) – boginja otrok, tudi boginja kmetijstva[80]
- Rešef – zahodnosemitski bog vojne, ognja in strele, prevzet v egipčansko vero v Novem kraljestvu kot bog konj in bojnih vozov[81]
- Renpet – boginja, ki je personificirala leto[79]
- Sah - poosebljenje ozvezdja Orion
- Satet (Satis) – boginja južne meje,[82] poosebljenje letnih poplav Nila in boginja vojne, lova in plodnosti
- Sekmet – levja boginja, boginja vojne, destruktivna in nasilna in sposobna odganjati bolezni. Soproga Pta in ena izmed mnogih oblik očesa Ra.[83]
- Serapis – grško-egipčanski bog iz obdobja Ptolomajcev, ki je zlil poteze Ozirisa in Apisa z več grškimi bogovi. Mož Izis, ki je bil sprejet v grško in rimsko vero.[84]
- Serket – boginja škorpijon, velja za zdravljenje in zaščito[85]
- Sešat – boginja pisanja in vodenja evidenc, upodobljena kot pisar[86]
- Set – Ambivalenten bog, ki ga zaznamuje nasilje, kaos in moči, ki so povezane s puščavo. Mitološki morilec Ozirisa in njegov brat in sovražnik Horusa, pa tudi podpornik kralja; včasih personifikacija puščave, neplodnosti in teme, kasneje je postal bog zla[87]
- Šai – Personifikacija usode, navzoč pri rojstvu in na dan sodbe[88]
- Shed – Bog, ki je verjel, da spravi ljudi iz nevarnosti in nesreče[89]
- Shesmetet – levja boginja[89]
- Shezmu – bog vina in olja, ki pobija obsojene duše [90]
- Sia – Personifikacija dojemanja[91]
- Sobek – krokodilji bog, čaščen v Faiyumu in Kom Ombu[92]
- Sokar – bog memfiške nekropole in posmrtnega življenja[93]
- Sopdu – bog neba in vzhodnih mejnih regij[94]
- Sopdet – poboženje zvezde Sirij[95]
- Šu – utelešenje vetra in zraka, član Eneade[96]
- Ta-Bitjet – majhna boginja škorpijon[97]
- Tatenen – Personifikacija prvega kupčka zemlje, da se izkopljejo iz kaosa v starodavnih egipčanskih mitih[97]
- Taueret  – Povodni konj - boginja, zaščitnica žensk pri porodu[98]
- Tefnut – Boginja vlage, dežja, rose in članica Eneade[99]
- Tenenet - boginja varjenja piva
- Tot – bog lune, modrosti, umetnosti, znanosti, magije in bog pisanja in pisarjev in patron Hermopolisa; povezujejo ga z ibisom in opico[100]
- Tutu – apotropaični bog iz grško-rimske ere[101]
- Unut – Boginja kača ali zajec, častili so jo v regiji Hermopolis[102]
- Vadžet – boginja kobra, častili so jo v Spodnjem Egiptu[103]
- Wadj-wer – Personifikacija Mediteranskega morja ali jezer v delti Nila[104]
- Weneg – sin Raja, ki je upravljal kozmični red[104]
- Vepvavet – bog volk, zaščitnik Asjuta, povezan z vojskovanjem in varovanjem faraona[105]
- Werethekau – boginja, zaščitnica kralja[106]
- Vosret – manjša boginja Teb[107]
- Yam – sirski bog morja, ki se pojavlja v nekaterih egiptovskih besedilih[108]

## Skupine božanstev
- Duše Pe in Nehen – skupina bogov, ki je poosebljala preddinastične vladarje Gornjega in Spodnjega Egipta.[109]
- Elefantinska triada
- Eneada – razširjena družina devetih božanstev, ki jih je ustvaril Atum med ustvarjanjem sveta. Eneado običajno sestavljajo Atum, njegova otroka Šu in Tefnut, njuna otroka Geb in Nut in njuni otroci Oziris, Izida, Set in Neftis.[110]
- Hermopolska ogdoada – skupina osmih bogov, ki so poosebljali kaos pred stvaritvijo sveta. Ogdoado so običajno sestavljali Amun, Amunet, Nun, Nunet, Heh, Hehut ter Kek in Kekuit.[111]
- Memfiška triada
- Štirje Horovi sinovi – štirje bogovi, ki so varovali mumificirano telo in še posebej notranje organe v kanopskih vrčih.[112]
- Tebanska triada - tebansko triado so sestavljali bogovi Amon, njegova žena Mut in njun sin Honsu.